# Johann König (Komiker)

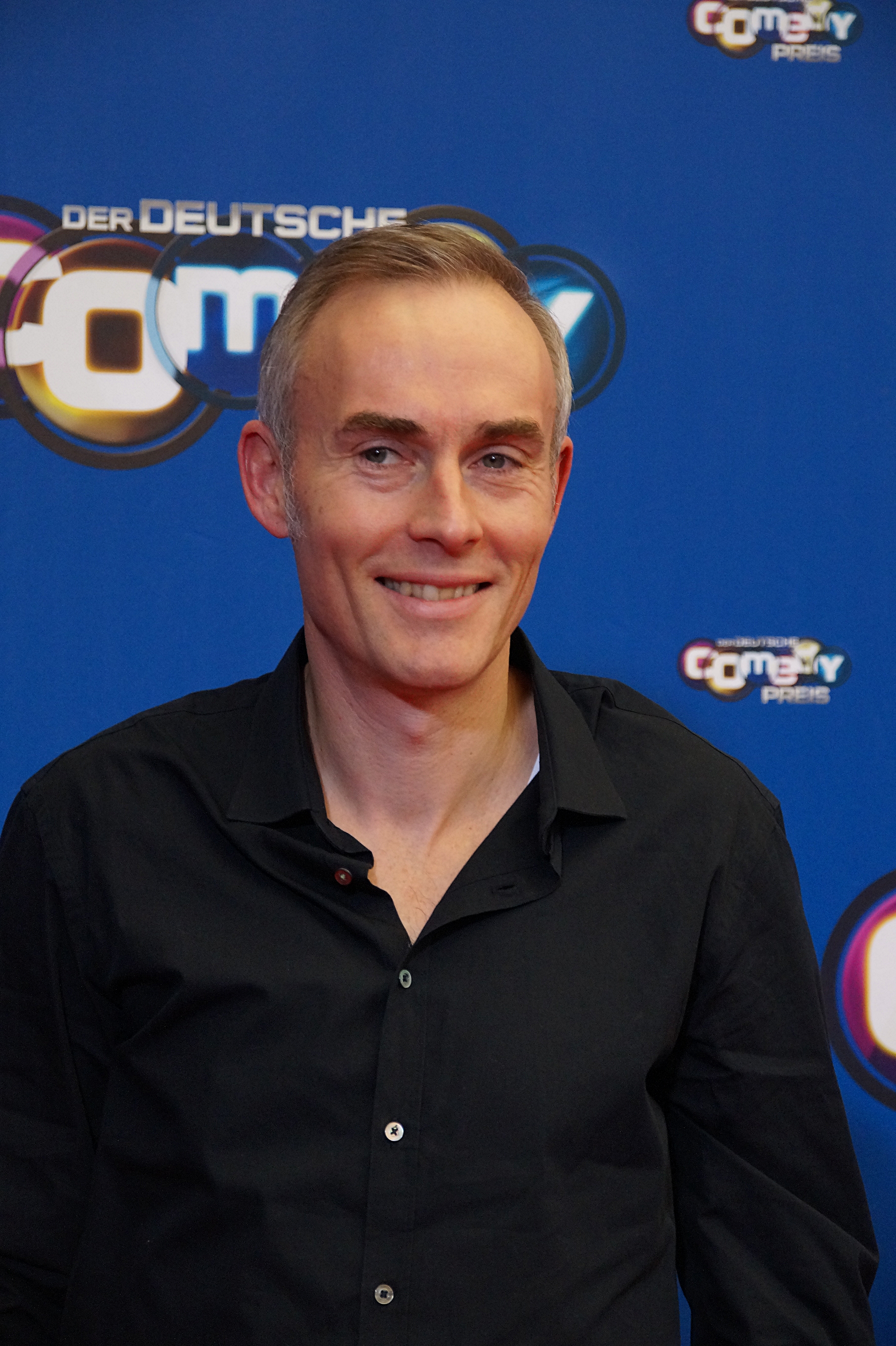
Johann König beim Comedypreis 2016

Johann König (eigentlich: Johannes Köhn; * 21. Juni 1972 in Soest) ist ein deutscher Komiker. Er nannte sich früher Johann Köhnich und gibt als Geburtsnamen scherzhaft René Otzenköttel an.

## Leben

### Berufsausbildung
Vor und während der Anfangszeit seiner Karriere als Komiker absolvierte er eine Ausbildung zum Kinderkrankenpfleger in Lippstadt. Darauf folgte ein Studium an der Deutschen Sporthochschule Köln und der Heilpädagogischen Fakultät zu Köln.

### Werdegang
Johannes Köhn wurde als Sohn des Historikers Gerhard Köhn (1936–2011) und seiner Frau Marianne, geb. Noormann, in Soest geboren, wo sein Vater das Stadtarchiv leitete. Zudem betrieb der Vater historische Forschung für seine Heimatstadt Glückstadt, die aus seinem Nachlass die Forschungsunterlagen für das Detlefsen-Museum erhielt. Köhns Mutter, die aus Norddeich in Ostfriesland stammt, betrieb in Soest einen Naturkostladen. Johann König war mit Sasha in einer Klasse.
Im Jahr 1997 hatte Köhn seinen ersten öffentlichen Auftritt als Johann König beim open microphone im ehemaligen ZapZarap in Köln. 1998 folgten erste Kurzauftritte unter dem Namen Johann König, den er 1999 in Johann Köhnich änderte. Seit 2004 nennt er sich wieder Johann König, da er die Lautschrift-Schreibweise seines Nachnamens „satt hat“. Im November 1999 feierte er die Premiere seines Soloprogramms Alles Spekulatur!. 2001 wurde er mit dem Deutschen Comedypreis als „Entdeckung des Jahres“ ausgezeichnet. Im selben Jahr begann er eine große Deutschland-Tournee mit dem Gitarristen Dr. Paul, ihre letzte Vorstellung gaben sie am 4. Oktober 2003 in Sömmerda. Zwischenzeitlich wurde König 2002 mit dem Bayerischen Kabarettpreis als „Senkrechtstarter des Jahres“ geehrt. Am 12. Oktober 2003 feierte er mit dem Programm Ohne Proben nach oben (Ost-Variante: Ohne üben nach drüben) zusammen mit Helmut Sanftenschneider im Gloria-Theater Köln Premiere.
Mit seinem Soloprogramm Johann König Eskaliert feierte er Anfang 2006 Premiere. Auf seiner folgenden Deutschlandtournee wurde König musikalisch von Helmut Sanftenschneider begleitet. Im September desselben Jahres veröffentlichte König sein erstes Buch Gestammelte Werke im Lappan-Verlag. Es enthält Gedichte und Geschichten, in denen König seine ganz eigene Wahrnehmung des Lebens zeigt. Parallel zu den Tourterminen mit dem Programm Eskaliert fanden einige Lesungen des Buches in ausgewählten Clubs statt. 2006 und 2007 hatte König mehrere Auftritte in Fernsehen und Radio, beispielsweise in Zimmer frei! im WDR oder der Pro7 Märchenstunde. Von 2005 bis 2007 war Johann König als „Der Trendchecker“ mit einer wöchentlichen Radiocomedy bei 1LIVE zu hören.
Unter dem Titel 10 Jahre Remmi Demmi hatte er am 23. Oktober 2008 seinen Jubiläumsauftritt beim Internationalen Köln Comedy Festival. Seine vierte Solotournee Total Bock auf Remmi Demmi! begann König im Schmidt Theater am 22. März 2009. Zudem trat er im Dezember desselben Jahres auf dem 18. Arosa Humor-Festival auf. Für sein Solo-Programm Total Bock auf Remmi Demmi wurde König 2010 erneut mit dem Deutschen Comedypreis ausgezeichnet, dieses Mal in der Kategorie „Bestes TV-Solo“. Im Februar 2010 erschien sein zweites Buch Der Königsweg. Triumph der Langeweile im Fischer Verlag.
Im Mai 2011 war König für die Wochenshow als Außenreporter aktiv. Anfang 2012 veröffentlichte er das Lied „Ich hab Burn-out“, in dem er die Volkskrankheit Burn-out auf den Arm nimmt. Das Thema Burn-out behandelt König auch auf seiner folgenden Tour Feuer im Haus ist teuer, geh raus!, die er im November 2012 begann und 2015 beendete. Direkt im darauffolgenden Jahr ging er mit seinem neuen Programm Milchbrötchenrechnung auf Tournee und sein drittes Buch Kinder sind was Wunderbares. Das muss man sich nur immer wieder sagen erschien im Bastei Lübbe Verlag und hielt sich wochenlang in der Spiegel-Besteller-Sachbuch-Liste.
Seit 2016 ist Johann König mit mehrteiligen Radiocomedies (Adventskalender, Johann im Vaterland, Johann König und die Helikopter-Eltern, Zurück zur Natur, König kocht) regelmäßiger Bestandteil des WDR 2-Radio-Programms. 2018 erschien sein erstes Kinderbilderbuch Es ging ein Fisch zu Fuß zur Post mit Illustrationen von Daniel Napp im Fischer Sauerländer Verlag. Seit Oktober 2018 tourt er mit seinem Live-Programm Jubel, Trubel, Heiserkeit durch Deutschland. 2020 erhielt er den Berlin-Preis des Großen Kleinkunstfestivals der Wühlmäuse. Bereits 2005 wurde er bei diesem Festival mit dem Publikumspreis ausgezeichnet.
Bundesweit bekannt wurde König mit Gastauftritten in der Harald Schmidt Show. Regelmäßig ist er in den TV-Sendungen Quatsch Comedy Club, TV total, Zimmer frei! oder Nuhr im Ersten zu sehen. Daneben etablierte er im Laufe der Jahre einige eigene TV-Shows. So ist er seit 2020 an der Seite von Torsten Sträter und Olaf Schubert einer der drei Hauptmoderatoren der Satire-Sendung Das Gipfeltreffen im MDR.

## Charakteristik seiner Darstellkunst
Sein Markenzeichen ist eine brüchige Stimme, die speziell bei gezielter Betonung bestimmter Wörter und Interjektionen zum Tragen kommt, und sein inszeniert nervöses Auftreten. Seine Auftritte bestehen häufig aus Gedichten und Erzählungen aus seinem Leben mit Schwerpunkt Familie und Umwelt. König bevorzugt Auftritte auf Theaterbühnen, nicht vor Fernsehkameras.

## Privatleben
Johann König ist verheiratet und hat drei Kinder. In seinem Programm „Total Bock auf Remmi Demmi“ nennt er eines scherzhaft „Hein Mück“.

## Auszeichnungen
- 2001: Deutscher Comedypreis – „Entdeckung des Jahres“
- 2001: Münchener Tollwood-Künstlerpreis
- 2002: Bayerischer Kabarettpreis – „Senkrechtstarter“
- 2002: 2. Bad Nauheimer Kleinkunstfestival – Publikumspreis „Die große Mathilde“
- 2005: Publikumspreis des Großen Kleinkunstfestivals der Wühlmäuse
- 2010: Deutscher Comedypreis für Total Bock auf Remmi Demmi, Kategorie bestes TV-Solo-Programm
- 2020: Berlin-Preis des Großen Kleinkunstfestivals der Wühlmäuse[2][13]

## Bücher
- Johann König: Gestammelte Werke. Bilder, Reime, Emotionen. Lappan Verlag, Oldenburg 2006, ISBN 978-3-8303-3144-5.
- Johann König: Der Königsweg. Triumph der Langeweile. Fischer-Taschenbuch-Verlag, Frankfurt am Main 2010, ISBN 978-3-596-18544-3.
- Johann König: Kinder sind was Wunderbares. Das muss man sich nur immer wieder sagen. Bastei Lübbe, Köln 2016, ISBN 978-3-404-60872-0.
- Johann König (Verfasser), Daniel Napp (Illustrator): Es ging ein Fisch zu Fuß zur Post. Fischer Sauerländer Jugendbuch Verlag, Frankfurt am Main 2018, ISBN 978-3-7373-5548-3.
- Johann König (Verfasser), Oliver Weiss (Illustrator): Familie macht glücklich. Das muss man sich nur immer wieder sagen. Lübbe Life, Köln 2023, ISBN 978-3-404-61745-6

## Diskografie

### Singles
- 2005: Mein Veedel
- 2006: Johanns WM-Song
- 2012: Ich hab Burn-out
- 2021: Ich nicht – Der Backen-Song

### Alben (CD)
- 2001: Johann König liest, singt und macht
- 2003: Och nöö., W S M (Warner)
- 2008: Missversteht mich nicht falsch – Gestammelte Werke live. Hpr (Alive)

### Hörbücher
- 2006: Kester Schlenz: Bekenntnisse eines Säuglings, ISBN 3-86604-336-8, gelesen von Johann König.
- 2008: Gestammelte Werke live – Missversteht mich nicht falsch!, Lappan Verlag, Oldenburg 2006, ISBN 978-3-8303-3144-5.
- 2010: Der Königsweg: Triumph der Langeweile. Argon Verlag, 5. Auflage, Berlin 2010, ISBN 978-3-86610-933-9.
- 2016: Kinder sind was Wunderbares: Das muss man sich nur IMMER WIEDER sagen, Bastei Lübbe, Köln 2016, ISBN 978-3-404-60872-0.

### DVD
- 2005: Johann König: Ohne Proben nach oben, Sony Music Entertainment, 28. Februar 2005
- 2007: Johann König: Johann König eskaliert, Alive – Vertrieb und Marketing/DVD, 16. November 2007
- 2010: Johann König: Total Bock auf Remmi Demmi, Alive – Vertrieb und Marketing/DVD, 3. September 2010
- 2015: Johann König: Feuer im Haus ist teuer, geh' raus!, Release Company, 11. Dezember 2015
- 2018: Johann König: Milchbrötchenrechnung, SME Spassgesellschaft, 10. August 2018

### Filme
- 2004: Crazy Race 2 – Warum die Mauer wirklich fiel
- 2006: Hammer & Hart
- 2007: Crazy Race 3 – Sie knacken jedes Schloss
- 2010: Im Alter von Ellen